# Marx Reloaded
Marx Reloaded è un documentario del 2011, scritto e diretto dal teorico inglese Jason Barker, riguardante le possibilità di ripensare la crisi del capitalismo sulla base della critica dell'economia politica di Karl Marx e delle più recenti teorie marxiste. Il film si avvale delle interviste, tra gli altri, di Toni Negri, Slavoj Žižek, Michael Hardt, Nina Power, Jacques Rancière e Alberto Toscano.